# Клепацький Павло Григорович
Клепатський (Клепацький) Павло Григорович (12 січня 1885, с. Пугачівка, Таращанський повіт, Київська губернія — після 1938) — дослідник історії України середньовічної й нової доби, питань історичного краєзнавства, історіограф, джерелознавець, архівознавець, літературознавець, педагог, член Української Центральної Ради.

## Життєпис
Народився у сім'ї священика.
Закінчив Богуславське духовне училище, Київську духовну семінарію.
Закінчив історико-філологічний факультет Новоросійського університету в Одесі (1908), до 1917 викладав у цьому університеті. Приват-доцент, професор Кам'янець-Подільського державного українського університету (1918—1920). Член Української Центральної Ради від Херсонської губернії. Після встановлення радянської влади проводив обстеження історико-культурних пам'яток Кам'янця-Подільського, визначав конкретні заходи щодо їх охорони і збереження. З 7 червня 1922 очолював архівне управління Кам'янець-Подільського повітового комітету пам'яток старовини, мистецтв та природи (1922). За лояльне відношення до Центральної Ради й Директорії УНР 1922 був заарештований чекістами, але через півтора місяця звільнений за відсутністю доказів. Викладач, професор Полтавського інституту народної освіти (1923—1931).
Активно друкувався в місцевих видавництвах та у «Записках» Кам'янець-Подільського ун-ту (дослідження з історії України, історичного краєзнавства). У Полтаві підготував докторську дисертацію, присвячену історії Диканьського маєтку Кочубеїв.
1931 р. професора П. К. було заарештовано в справі СВУ. Тривалий час він перебував в ув'язнені, а по виході переїхав до Мелітополя, де його зарахували викладачем місцевого педагогічного інституту.
Восени 1934 р. звільнився з роботи, не витримуючи жорсткого тиснення, та переїхав до Оренбурга, де був зарахований на посаду штатного професора історичної дисципліни Татаро-Башкирського держуніверситету. Після закінчення 1934—1935 навчального року залишив Оренбург і переїхав до Махачкали, працював у Дагестанському педагогічному інституті на кафедрі історії. Там у вересні 1936 р. його звільнили за «троцькізм». Він повернувся до Оренбурга, а потім перебрався до міста Соль-Ілецька, де з великими труднощами влаштувався на роботу в середню школу.
9 травня 1936 р. був підписаний ордер на його арешт. У постанові відзначалося, що П. К. «є одним із керівників контрреволюційної повстанської організації, яка готувала кадри для боротьби з радянською владою, з метою відторгнення України від СРСР і створення незалежної України». Суд 10 серпня 1936 р. визнав його винним та засудив його до позбавлення волі у виправно-трудових таборах у віддалених місцях терміном на 5 років з позбавленням прав на 3 роки, без конфіскації майна за відсутністю такого. Після розгляду скарги справу було переглянуто і у квітні 1938 р.винесено новий вирок — 7 років таборів і позбавлення прав на 3 роки. Найвищий суд вирішив частково задовольнити нову касаційну скаргу, встановивши міру покарання — 5 років ув'язнення у віддалених таборах країни. Де і коли помер — невідомо.

## Праці
- Господарство Диканського маєтку Кочубеїв у першій половині XIX ст. У кн.: Юбілейний збірник на пошану академіка Дмитра Йвановича Багалія з нагоди сімдесятої річниці життя та п'ятдесятих роковин наукової діяльності, т. 1. К., 1927;
- Дворянське земське ополчення («Козаки») 1812 р. на Полтавщині. «За сто літ», 1930, кн. 5;
- Декілька документів з Диканського архіву Кочубеїв [Архівовано 19 Лютого 2015 у Wayback Machine.]. «Український археографічний збірник», 1930, т. 3;
- Императрица Екатерина Вторая: Характеристика личности и царствования (по новейшим документам и исследованиям). — Одесса, 1912;
- Листування Олександра Андрійовича Безбородька з своїм батьком як історичне джерело [Архівовано 23 Лютого 2017 у Wayback Machine.]. В кн.: Ювілейний збірник на пошану академіка М. С. Грушевського з нагоди шістдесятої річниці життя та сорокових роковин наукової діяльності, ч. 1. К., 1928;
- Літопис Самійла Величка. «Записки Полтавського інституту народної освіти», 1925, кн. 2;
- М. О. Максимович як історик. «Україна», 1927, № 6;
- Нариси з історії Диканьського маєтку Кочубеїв від половини XVII до половини XIX ст. (Переважно в роках 1786—1835) // Інститут рукопису НБУВ. Ф. Х. — Спр.17465.
- Невідомий український мемуар з часів шведчини. «Україна», 1929, № 3;
- Огляд джерел до історії України (курс лекцій, читаних протягом 1919 акад. року). Вип.1. — Кам'янець на Поділлю, 1921;
- Огляд джерел до історії України: Джерела візантійські, арабські, західні, укр.-руські юридичні пам'ятники, літописи, хронографи й синодики, подорожні описи чужоземців. — Кам'янець, 1920;
- Очерки по истории Киевской земли: Литовский период. Одесса, 1912;
- П'ятнадцять лекцій з історії України. К., 1919;
- Про так званий повний руський, або рукописний козацький літопис. «Записки Полтавського інституту народної освіти», 1927, кн. 4;
- Стосунки урядництва Диканського маєтку Кочубеїв з кріпаками в першу половину XIX ст. «Записки Полтавського наукового при ВУАН товариства», 1928, вип. 2;
- Клепатський П. Г. Український байкар Євген Гребінка (1812—1848) / П. Г. Клепатський. — Кам'янець-Подільський: Наклад. Вид. від. Поділ. губерніал. нар. управи, 1919. — 28 с. [Архівовано 5 Серпня 2020 у Wayback Machine.]